# Cancioneiro Guasca
Cancioneiro Guasca (1910) é o primeiro livro do escritor gaúcho regionalista João Simões Lopes Neto (1865 - 1916). Ele também escreveu  Contos Gauchescos (1912), Lendas do Sul (1913) e Casos do Romualdo (1914).